# آوی کودو
آوی کودو (انگلیسی: Aoi Kudo؛ زادهٔ ۳۱ مهٔ ۲۰۰۰) بازیکن فوتبال اهل ژاپن است.